# Xiphosomella cremastoides
Xiphosomella cremastoides är en stekelart som beskrevs av Szepligeti 1905. Xiphosomella cremastoides ingår i släktet Xiphosomella och familjen brokparasitsteklar. Inga underarter finns listade i Catalogue of Life.